# Fischel Arnheim
Fischel Arnheim (geb. 23. Februar 1812 in Bayreuth; gest. 31. Januar 1864 in München) war ein deutscher Politiker und Jurist.

## Leben

Informationstafel über das Leben Arnheims

Arnheim war das einzige Kind des jüdischen Kaufmanns Jakob Arnheim (1780–1843) und dessen Ehefrau Jette (geb. Fischel; 1776–1846). Er sollte in das Geschäft seines Vaters eintreten und erhielt zunächst bei Hauslehrern Unterricht. Im Alter von siebzehn Jahren trat er, durch Selbststudium vorbereitet, in die Oberklasse der Königlich Bayerischen Studienanstalt ein. Anschließend studierte er an den Universitäten München und Erlangen Jura. An letzterer promovierte er am 23. Oktober 1838 und kehrte dann nach Bayreuth zurück. Dort war er als Accessist erst beim Landgericht und anschließend beim Kreis- und Stadtgericht tätig.
In jener Zeit war Juden der Zugang zum öffentlichen Dienst noch versperrt. Daher erhielt er erst 1848 die staatliche Ernennung zum königlichen Advokaten in Naila. Bereits kurze Zeit später wechselte er in seine Heimatstadt Bayreuth, wo er im Haus Opernstraße 7 seine Kanzlei einrichtete.
1849 wurde er für den Wahlkreis Hof-Münchberg in die bayerische Abgeordnetenkammer gewählt, wo er nach David Morgenstern der zweite jüdische Abgeordnete war. Als Anhänger der Liberalen galt sein Einsatz unter anderem dem allgemeinen Wahlrecht und der Unabhängigkeit der Presse. Bei der Auflösung verschiedener bayerischer Gesandtschaften 1852 war Arnheim einer der größten Befürworter.
Arnheim war Mitglied des Gesetzgebungsausschusses für die Zivilprozessordnung und das Zivilgesetzbuch, wo er bei Gesetzesvorlagen führend tätig war. Er war maßgeblich an der Aufhebung des Matrikelzwangs im Jahr 1861 beteiligt, der die Genehmigung und vor allem die Anzahl der an einem Ort lebenden Juden regelte. 1863 erreichte er die freie Gewerbeausübung für Juden, was eine weitgehende rechtliche Gleichstellung von Juden und Christen in Bayern bedeutete.

Die Dr.-Arnheim-Straße in Hof (Saale)

Er war Mitglied der Burschenschaft der Bubenreuther Erlangen. 1863 wurde er zum ersten Ehrenbürger der Stadt Hof ernannt, wo seit 1991 eine Straße nach ihm benannt ist. Fischel Arnheim verstarb in München während einer Sitzungsperiode des Landtags, sein Grab befindet sich auf dem Jüdischen Friedhof in Bayreuth.